# ライリー・オドムス
ライリー・オドムス（Riley Odoms 1950年3月1日- ）はテキサス州ルリング出身のアメリカンフットボール選手。NFLのデンバー・ブロンコスで1972年から1983年までプレーした。ポジションはタイトエンド。

## 経歴
ヒューストン大学から1972年のNFLドラフト1巡全体5位でデンバー・ブロンコスに指名されて入団した。全体5位での指名は、タイトエンドのドラフト指名順位としては当時歴代2位の高順位であった。
1年目の1972年から起用され、21回のキャッチで320ヤードを獲得、ランでも5回で72ヤードを走った。
1973年、43回のキャッチで629ヤードを獲得、自己ベストの7タッチダウンをあげた。またラン5回で53ヤードを走った。この年初めてプロボウルに選ばれた。
1974年、42回のキャッチで639ヤードを獲得、6タッチダウンをあげた。またランでも4回で25ヤードを走り、2年連続でプロボウルに選ばれた。
1975年、40回のキャッチで544ヤードを獲得、3タッチダウンをあげた。またランでも5回で27ヤードを走り、3年連続のプロボウルに選ばれた。
続く2シーズンでは合計67回のキャッチで908ヤードを獲得、6タッチダウン、3回のランで36ヤードを走り2タッチダウンをあげた。1977年シーズンにチームは第12回スーパーボウルに進出したがダラス・カウボーイズに敗れている。
1978年、54回のキャッチで829ヤードを獲得、6タッチダウンをあげ、自身4度目のプロボウルに選ばれた。
1979年から1981年の3シーズンでは合計117回のキャッチで1,744ヤードを獲得、12タッチダウンをあげた。
1982年にはブロック能力を生かし、タックルとしても起用されるようになり、この年はわずか8回のキャッチに終わった。
現役最後の年となった1983年には2試合の出場で4回のキャッチに終わった。
12年間のキャリアでプロボウルに4回、オールプロに2回選出された。通算396回のキャッチで5,755ヤードを獲得、41タッチダウンをあげている。
また25回のランで211ヤードを走り、2タッチダウンをあげている。

## 人物
ブロッキングだけでなくダウンフィールドでのキャッチ能力にも優れていた。オリジナルのオレンジクラッシュディフェンスとジョン・エルウェイの時代にプレーした数少ないブロンコス選手である。
アメリカ野球殿堂入りしているビズ・マッキーの孫である。